# Dammtjärnen (Örs socken, Dalsland)
Dammtjärnen är en sjö i Melleruds kommun i Dalsland och ingår i Göta älvs huvudavrinningsområde.